# Katolická církev v Alžírsku
Katolická církev v Alžírsku je křesťanské společenství. Hlásí se k ní asi 1 % obyvatel. Je v jednotě s papežem. Má jednu arcidiecézi a tři diecéze. Z
toho jedna diecéze – Laghouat – je přímo podřízena svatému stolci. Církev v Alžírsku má svůj původ až ve starověké církevní Africe.

## Struktura

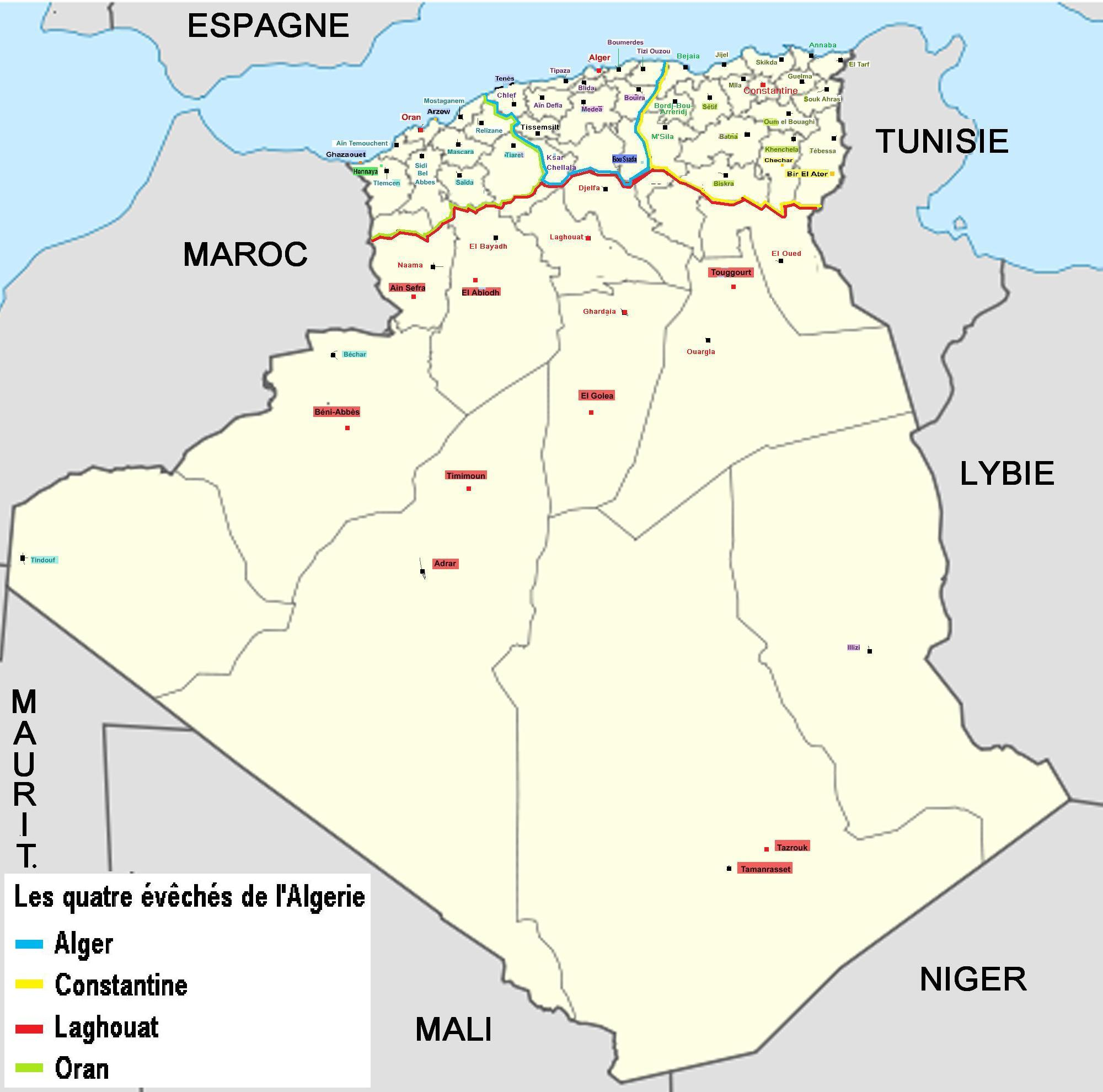
Mapa diecézí Alžírska

Alžírsko má jednu církevní provincii složenou z tří diecézí. Mimo tuto provincii stojí diecéze Laghouat, která je podřízena svatému stolci. Všechny tyto diecéze slouží mše v latinském (římském) ritu.
- Arcidiecéze Alžír (zal. 1838) 
  - Diecéze Constantine (zal. 1866)
  - Diecéze Oran (zal. 1866)
- Diecéze Laghouat (zal. 1955), bezprostředně podřízená Sv. Stolci

Alžírsko nemá vlastní biskupskou konferenci, ale spadá pod konferenci Conférence Episcopale Régionale du Nord de l’Afrique kde jsou také země – Libye, Maroko, Tunisko a Západní Sahara. V současné době je předseda této konference Vincent Louis Marie Landel, S.C.I. arcibiskup Rabatu (Maroko).

### Titulární biskupství v Alžírsku
Alžírsko má v současné době 352 titulární biskupství.

## Kardinálové Alžírska

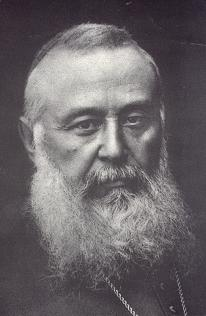
Kardinál Lavigerie

Alžírsko mělo ve své historii jen dva kardinály. Prvním kardinálem se stal Charles-Martial Allemand-Lavigerie (kreoval Lev XIII.) – arcibiskup Alžír a Léon-Étienne Duval (kreoval Pavel VI.) byl také arcibiskup Alžíru.

## Zaniklá diecéze Partenia
V rámci dnešní diecéze Constantine, v provincii Sétif, se nachází zaniklá diecéze Partenia. V 5. století byla opuštěna a pohlcena Saharou. Titulárním biskupem této diecéze byl rozhodnutím papeže Jana Pavla II. v roce 1995 ustanoven za své liberální názory někdejší biskup Évreux Jacques Gaillot.